# HAT-P-7

Helligkeitskurven des Sterns gemessen vom Weltraumteleskop Kepler. Der ihn umkreisende Planet verursacht periodische Helligkeitseinbrüche durch Transit und Bedeckung durch den Stern.

HAT-P-7 ist ein etwa 1000 Lichtjahre von der Erde entfernter Hauptreihenstern der Spektralklasse F8 mit einer scheinbaren Helligkeit von 10,5 mag. Im Jahr 2008 wurde im Rahmen des HATNet-Projektes die Entdeckung eines Exoplaneten um diesen Stern bekannt gegeben: HAT-P-7b.